# Zbroj
Zbroj je rezultat zbrajanja dvaju ili više brojeva koji se zovu pribrojnici.

## Parnost
Parnost zbroja ovisi o parnosti pribrojnika:
| Pribrojnik | Pribrojnik | Zbroj   |
| ---------- | ---------- | ------- |
| Neparan    | Neparan    | Paran   |
| Paran      | Neparan    | Neparan |
| Paran      | Paran      | Paran   |

Vjerojatnost da je zbroj dva prirodna broja paran je 50 %.